# منخفض البحر الأحمر الحراري
يُعرف منخفض البحر الأحمر بأنه منخفض حراري يعتمد على الفروقات الحرارية في تشكله وتعمقه واضمحلاله أو انكماشه، والتي تنشأ بين حرارة سطح المياه في حوض البحر الأحمر وحرارة اليابسة في شبه الجزيرة العربية والسودان، ويعتبر منخفض البحر الأحمر هو امتداد فرعي من موطنه الأصلي وهو منخفض السودان الحراري.
يلعب هذا المنخفض دورا في الطقس في منطقة الشرق الأوسط ويستجيب للمنخفضات العلوية الباردة، في أوقات الخمول تكون حدود هذا المنخفض سواحل البحر الأحمر والجزيرة العربية، يعد هذا المنخفض من المسببات الرئيسية في السيول في صعيد مصر والسعودية، كذلك ويؤثر هذا المنخفض على بلاد الشام والعراق ويصل إلى إيران والخليج العربي. أما أوقات نشاط هذا المنخفض فهي في الخريف والربيع شمال البحر الأحمر، وينشط قليلا في الشتاء وفي الصيف يكون ضعيفاً جداً فيهيمن عليه المنخفض العربي الحراري.